# Rhododendron boothii
Rhododendron boothii är en ljungväxtart som beskrevs av Thomas Nuttall. Rhododendron boothii ingår i släktet rododendron, och familjen ljungväxter. Inga underarter finns listade i Catalogue of Life.

## Bildgalleri

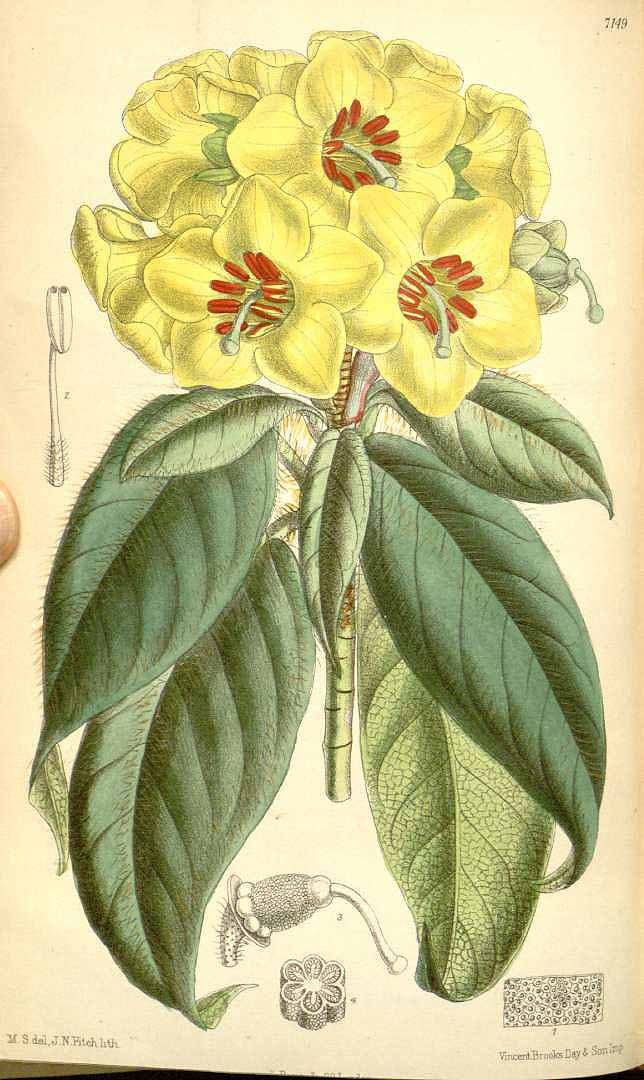